# كوبيغ (نيويورك)
كوبيغ (بالإنجليزية: Copiague)‏ هي قرية غير مضمنة في ولاية نيويورك الأمريكية.
يبلغ عدد سكانها حسب تعداد سنة 2000: 21,922 نسمة. ويبلغ عددهم حسب تقدير 2007 حوالي:22,500 نسمة.

## التركيبة السكانية
حدّد مكتب تعداد الولايات المتحدة بيانات التركيبة السكانية لكوبيغ في تعداد الولايات المتحدة. في ما يلي، التركيبة السكانية حسب تعدادي 2000 و2010.

### تعداد عام 2000
بلغ عدد سكان كوبيغ 21,922 نسمة بحسب تعداد عام 2000، وبلغ عدد الأسر 7,210 أسرة وعدد العائلات 5,341 عائلة مقيمة في المنطقة السكنية. في حين سجلت الكثافة السكانية 2,609.8 نسمة لكل كيلومتر مربع (6,759.4/ميل2). وبلغ عدد الوحدات السكنية 7,415 وحدة بمتوسط كثافة قدره 882.7 لكل كيلومتر مربع (2,286.2/ميل2).
وتوزع التركيب العرقي للمنطقة السكنية بنسبة 82% من البيض و4.38% من الأمريكيين الأفارقة و0.19% من الأمريكيين الأصليين و1.74% من الأمريكيين ذوي الأصول الآسيوية و0.07% من سكان جزر المحيط الهادئ و8.48% من الأعراق الأخرى و3.13% من عرقين مختلطين أو أكثر و20.48% من الهسبانيون أو اللاتينيون من أي عرق.
بلغ عدد الأسر 7,210 أسرة كانت نسبة 37.1% منها لديها أطفال تحت سن الثامنة عشر تعيش معهم، وبلغت نسبة الأزواج القاطنين مع بعضهم البعض 56.6% من أصل المجموع الكلي للأسر، ونسبة 12.1% من الأسر كان لديها معيلات من الإناث دون وجود شريك، بينما كانت نسبة 5.4% من الأسر لديها معيلون من الذكور دون وجود شريكة وكانت نسبة 25.9% من غير العائلات. تألفت نسبة 19.5% من أصل جميع الأسر من عدة أفراد يعيشون في نفس المنزل ونسبة 8.5% كانت تتألف من شخص يعيش بمفرده يبلغ من العمر 65 عاماً أو أكثر. وبلغ متوسط حجم الأسرة المعيشية 3.03، أما متوسط حجم العائلات فبلغ 3.42.
بلغ العمر الوسطي للسكان 36.6 عاماً. وكانت نسبة 23.2% من القاطنين تحت سن الثامنة عشر، وكانت نسبة 8.5% بين الثامنة عشر والرابعة والعشرين عاماً، ونسبة 33.4% كانت واقعةً في الفئة العمرية ما بين الخامسة والعشرين والرابعة والأربعين عاماً، ونسبة 22.7% كانت ما بين الخامسة والأربعين والرابعة والستين، ونسبة 12% كانت ضمن فئة الخامسة والستين عاماً فما فوق. يوجد لكل 100 أنثى 99.5 ذكر، ويوجد لكل 100 أنثى في الثامنة عشر من عمرها فما فوق 96.4 ذكر.
بلغ متوسط دخل الأسرة في المنطقة السكنية 60,542 دولارًا، أما متوسط دخل العائلة فبلغ 67,500 دولارًا. وكان متوسط دخل الذكور 42,930 دولارًا مقابل 31,700 دولارًا للإناث. وسجل دخل الفرد الخاص بالمنطقة السكنية 24,501 دولارًا. وكانت نسبة 3.5% من العائلات ونسبة 6.1% من السكان تحت خط الفقر، وكان من هؤلاء نسبة 7.5% تحت سن الثامنة عشر ونسبة 8.1% في الخامسة والستين من العمر وما فوق.

### تعداد عام 2010
بلغ عدد سكان كوبيغ 22,993 نسمة بحسب تعداد عام 2010، وبلغ عدد الأسر 7,535 أسرة وعدد العائلات 5,393 عائلة مقيمة في المنطقة السكنية. في حين سجلت الكثافة السكانية 2,737.3 نسمة لكل كيلومتر مربع (7,089.6/ميل2). وبلغ عدد الوحدات السكنية 7,919 وحدة بمتوسط كثافة قدره 942.7 لكل كيلومتر مربع (2,441.6/ميل2).
وتوزع التركيب العرقي للمنطقة السكنية بنسبة 73.47% من البيض و7.55% من الأمريكيين الأفارقة و0.32% من الأمريكيين الأصليين و2.21% من الأمريكيين ذوي الأصول الآسيوية و0% من سكان جزر المحيط الهادئ و12.95% من الأعراق الأخرى و3.50% من عرقين مختلطين أو أكثر و32.72% من الهسبانيون أو اللاتينيون من أي عرق.
بلغ عدد الأسر 7,535 أسرة كانت نسبة 34.8% منها لديها أطفال تحت سن الثامنة عشر تعيش معهم، وبلغت نسبة الأزواج القاطنين مع بعضهم البعض 49.2% من أصل المجموع الكلي للأسر، ونسبة 14.9% من الأسر كان لديها معيلات من الإناث دون وجود شريك، بينما كانت نسبة 7.5% من الأسر لديها معيلون من الذكور دون وجود شريكة وكانت نسبة 28.4% من غير العائلات. تألفت نسبة 21.4% من أصل جميع الأسر من عدة أفراد يعيشون في نفس المنزل ونسبة 8.9% كانت تتألف من شخص يعيش بمفرده يبلغ من العمر 65 عاماً أو أكثر. وبلغ متوسط حجم الأسرة المعيشية 3.04، أما متوسط حجم العائلات فبلغ 3.44.
بلغ العمر الوسطي للسكان 38.4 عاماً. وكانت نسبة 21.2% من القاطنين تحت سن الثامنة عشر، وكانت نسبة 9.3% بين الثامنة عشر والرابعة والعشرين عاماً، ونسبة 29.6% كانت واقعةً في الفئة العمرية ما بين الخامسة والعشرين والرابعة والأربعين عاماً، ونسبة 28.1% كانت ما بين الخامسة والأربعين والرابعة والستين، ونسبة 11.7% كانت ضمن فئة الخامسة والستين عاماً فما فوق. وتوزع التركيب الجنسي للسكان بنسبة 49.8% ذكور و50.2% إناث.

## أعلام
- هانك ويب
- أرت غاردينر
- شيلتون جونز
- كين هوليداي
- بيغ ديك دودلي